# Goszów

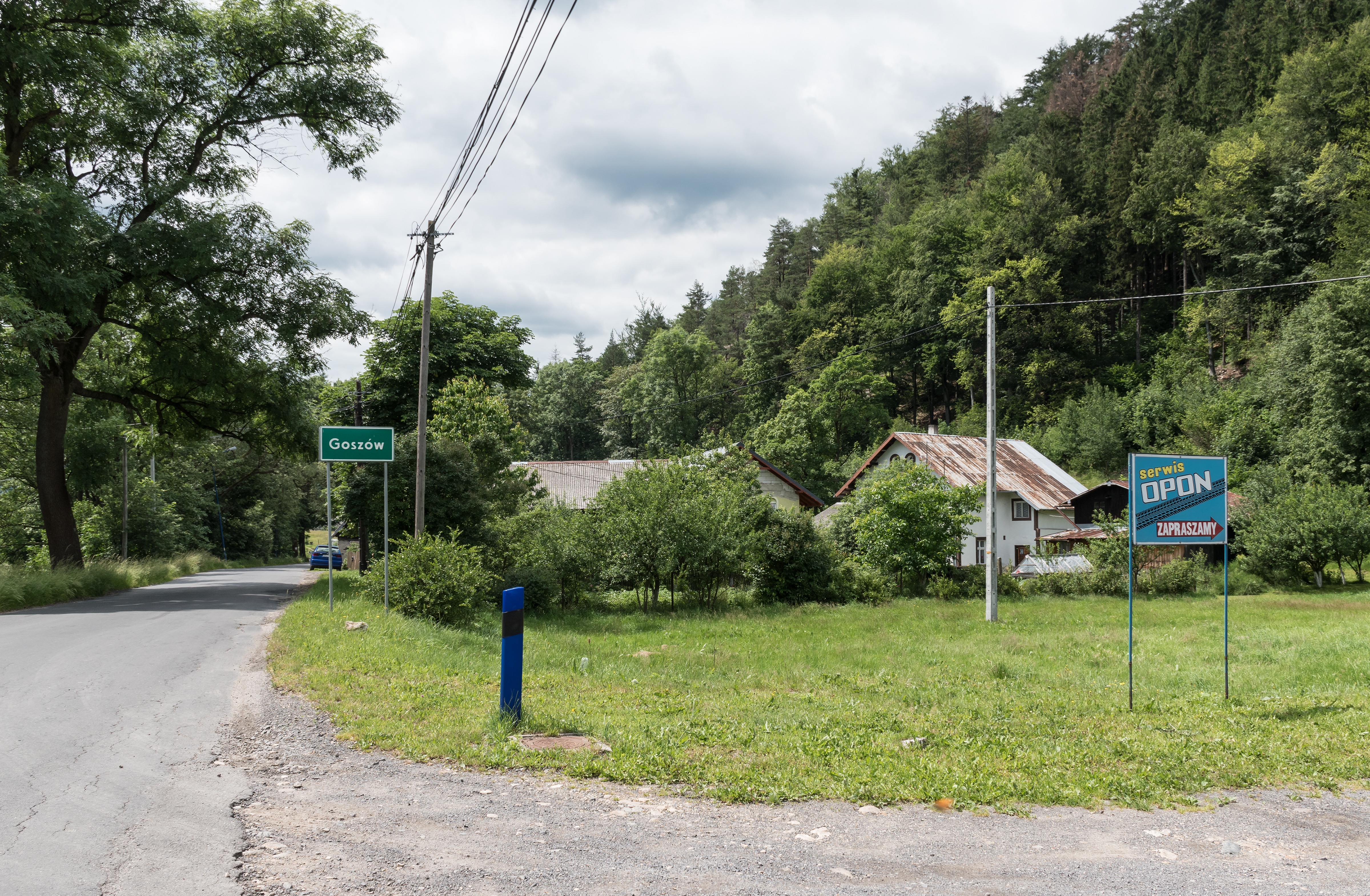
Straßenansicht

Goszów [ˈgɔʂuf] (deutsch Gompersdorf) ist ein Dorf im Powiat Kłodzki in der Woiwodschaft Niederschlesien in Polen. Es gehört zur Stadt- und Landgemeinde Stronie Śląskie und liegt sieben Kilometer südlich von Lądek-Zdrój (Bad Landeck).

## Geographie und Klima
Goszów liegt an der oberen Landecker Biele (polnisch Biała Lądecka) im Südosten des Glatzer Kessels. Nachbarorte sind Stary Gierałtów (Altgersdorf) im Nordosten, Nowy Gierałtów (Neugersdorf) und Bielice (Bielendorf) im Südosten, Młynowiec (Mühlbach) im Süden, Stara Morawa (Altmohrau); im Südwesten, Stronie Śląskie (Seitenberg) und Strachocin (Schreckendorf) im Westen und Stójków (Olbersdorf) im Nordwesten. Nördlich liegt der 675 m hohe Eulenberg (Sowia Kopa), südöstlich das Bielengebirge (Góry Bialskie) mit dem 1083 m hohen Schwarzen Berg (Czernica).

## Geschichte
„Gumprechtsdorf“  wurde erstmals 1347 erwähnt. Weitere Schreibweisen waren „Gumpirsdorf“ (1476) und ab 1500 Gompersdorf. Das Dorf gehörte zur Herrschaft Karpenstein und bildete zusammen mit den benachbarten Dörfern Seitenberg und Schreckendorf die sogenannten Grunddörfer, die in alten Urkunden auch als „der Grund“ bezeichnet wurden. Nach der Zerstörung der Burg Karpenstein 1443 fiel es als königliches Kammerdorf an Böhmen. 1740 verkaufte die Böhmische Kammer Gompersdorf an den kaiserlichen Feldmarschall Georg Olivier von Wallis, der es mit seiner Herrschaft Seitenberg verband.
Nach dem Ersten Schlesischen Krieg 1742 und endgültig mit dem Hubertusburger Frieden 1763 fiel Gompersdorf zusammen mit der Grafschaft Glatz an Preußen. Nach der Neugliederung Preußens gehörte es ab 1815 zur Provinz Schlesien und war zunächst dem Landkreis Glatz und ab 1818 dem Landkreis Habelschwerdt eingegliedert, mit dem es bis 1945 verbunden blieb. Einen wirtschaftlichen Aufschwung nahm Gompersdorf ab 1864 mit der Inbetriebnahme der „Oranienhütte“ des Glasmachers Franz Losky in Seitenberg, in der Anfang des 20. Jahrhunderts 700 Mitarbeiter aus Seitenberg und Umgebung beschäftigt waren und die in Gompersdorf eine Glasschleiferei betrieb. Ab 1874 bildete die Landgemeinde Gompersdorf zusammen mit den Landgemeinden Alt Gersdorf, Bielendorf, Mühlbach und Neu Gersdorf den Amtsbezirk Gersdorf 1939 wurden 699 Einwohner gezählt.
Als Folge des Zweiten Weltkriegs fiel Gompersdorf mit fast ganz Schlesiens an Polen und wurde zunächst in Brzeziny und 1947 in Goszów umbenannt. Die deutsche Bevölkerung wurde 1946 vertrieben. Die neu angesiedelten Bewohner waren zum Teil Heimatvertriebene aus Ostpolen, das an die Sowjetunion gefallen war. 1960 wurde der größte Teil von Goszów nach Stronie Śląskie eingemeindet, das durch die Bevölkerungszunahme sowie die industrielle Entwicklung 1967 zur Stadt erhoben wurde. In den Jahren 1975–1998 gehörte Goszów zur Woiwodschaft Wałbrzych (Waldenburg).